# Brycon nattereri
Brycon nattereri är en fiskart som beskrevs av Günther, 1864. Brycon nattereri ingår i släktet Brycon och familjen Characidae. Inga underarter finns listade.